# Ali Aliu (pisarz)
Ali Aliu (ur. 22 czerwca 1924 w Preševie, zm. 25 kwietnia 2010 w Prisztinie) – jugosłowiański i kosowski pisarz, ekonomista, działacz narodowy oraz nauczyciel, więzień polityczny.

## Życiorys
W 1941 roku zaangażował się w działalność ruchu oporu przeciw włoskiej okupacji Albanii, a po II wojnie światowej należał do działających na terenie Kosowa ruchów postulujących przyłączenie tego regionu do Albanii; z tego powodu był trzykrotnie aresztowany przez władze jugosłowiańskie, łącznie spędził 10 lat w zakładach karnych jako więzień polityczny.
Należał do grona założycieli Samookreślenia. Zmarł 25 kwietnia 2010 roku; następnego dnia odbył się jego pogrzeb, na którym obecny był polityk Albin Kurti.

## Życie prywatne
Ojciec polityka Liburna.